# Мосоровка
Мосоровка (укр. Мосорівка) — село в Окнянской сельской общине Черновицкого района Черновицкой области Украины.
До 2020 года входило в Заставновский район.
Население по переписи 2001 года составляло 311 человек. Почтовый индекс — 59401. Телефонный код — 3737. Код КОАТУУ — 7321585801.

## История
- В 2006 году село Мусоровка было переименовано в село Мосоровка.